# Азиатская Русь
«Азиатская Русь» — общественная газета либерального направления, издававшаяся в Чите в 1905—1906 гг. 

## История
Газета издавалась в период с 16 ноября 1905 года по 21 января 1906 года. Печаталась в собственной типографии тиражом до 4 тысяч экземпляров. Вышло 40 номеров. Редактором газеты был Николай Карамышев.
21 января 1906 года вместе с газетами «Забайкальский рабочий» и «Забайкалье» закрыта, а Николай Карамышев через три месяца был приговорён к одному году пребывания в крепости.
Газета в основном публиковала материалы о революции 1905 года. Публиковались и художественные произведения — стихотворения и проза.
В газете печатались Фёдор Гладков, Н. А. Успенский, Владимир Марченко и другие.